# Herb gminy Dąbie (województwo lubuskie)
Herb gminy Dąbie – jeden z symboli gminy Dąbie, ustanowiony 20 lutego 1991.

## Historia
Pierwsza wersja herbu została ustanowiona uchwałą nr 5/91 Rady Gminy w Dąbiu z dnia 20 lutego 1991. W 2003, przy ustanawianiu statutu gminy, zmieniono pierwotną barwę herbu ze srebrnej na białą. W wersji statutu z 2016 nie pojawia się informacja o herbie. Ma to związek z tym, iż projekt herbu z 2003 nie uzyskał akceptacji Komisji Heraldycznej, czego wymaga ustawa. W związku z brakiem usankcjonowania prawnego herbu, jak również w związku z petycją jednej z mieszkanek gminy, w 2019 Komisja Skarg, wniosków i petycji Rady Gminy w Dąbiu zarekomendowała radzie gminy wysłanie wniosku do Komisji Heraldycznej i ponowne, tym razem zgodne z procedurami ustanowienie symboli gminy.

## Wygląd i symbolika
Herb przedstawia na tarczy dzielonej w słup w polu lewym złoty kłos rosnący na brunatnym polu, natomiast w polu prawym na białym tle zielony liść dębu ze złotymi żołędziami, nawiązujący do nazwy gminy.